# Vesseaux
Vesseaux település Franciaországban, Ardèche megyében. Lakosainak száma 2048 fő (2022. január 1.). Vesseaux Lussas, Saint-Andéol-de-Vals, Saint-Étienne-de-Boulogne, Saint-Julien-du-Serre, Saint-Laurent-sous-Coiron, Saint-Michel-de-Boulogne és Saint-Privat községekkel határos.

## Népesség
A település népessége az elmúlt években az alábbi módon változott:
| Lakosok száma | 734  | 839  | 1065 | 1510 | 1797 | 1861 | 1928 | 1990 | 2020 | 2048 |
|               | 1968 | 1982 | 1990 | 2006 | 2013 | 2015 | 2017 | 2019 | 2020 | 2022 |